# Pitaja
Pitaja (tudi zmajev sadež) je sadež, ki izhaja iz Srednje Amerike, Mehike in je plod kaktusa. Največ ga pridelajo v Nikaragvi, na Kitajskem, v Vietnamu ter Izraelu in Mauriciju.
Po videzu spominja na artičoko ali manjši ananas z bodicami.

## Vrste
Pod to ime lahko uvrščamo tri vrste kaktusov:
- Hylocereus undatus, katerega sredica je bele, lupina pa je rožnate barve,
- Hylocereus monacanthus, katerega sredica je rdeče, lupina pa rožnate barve,
- Selenicereus megalanthus, katerega sredica je bele, lupina pa rumene barve.

## Značilnosti
Sredica sadeža vsebuje majhna semena črne barve. Okus sadeža se pri segrevanju izgubi zato ga uživamo dobro ohlajenega.
Zunanja barva sadeža je lahko rožnata ali rumena. Rumene pitaje imajo na trgu visoko ceno, ker jih pridelujejo v manjših količinah. Pitajo s sredico rdeče barve pa je zaradi zahtevne pridelave težje dobiti. V primerjavi s pitajo z belo sredico ima pitaja z rdečo sredico veliko izrazitejši okus.

## Zakaj jo je dobro uživati?
Izboljša zdravje oči
Izboljšuje prebavo
Upočasni proces staranja
Uravnava sladkor v krvi 
Izboljšuje apetit
Zmanjšuje tveganje za razvoj bolezni srca in ožilja

## Zanimivosti
Pitaja je bila leta 2013 razglašena za supersadež leta
Na leto lahko šestkrat obrodi
Iz nje delajo sokove in vina
Po užitju ploda rdeče barve se lahko urin obarva rdeče.